# سبزوار
سبزوار (سابقاً بيهق) هي مدينة إيرانية تقع في محافظة خراسان رضوي شمال شرق إيران تبعد حوالي 250 كيلومتر إلى الغرب من مدينة مشهد عاصمة محافظة خراسان رضوي، بلغ عدد سكانها سنة 2011 زهاء 231،557 نسمة. تشتهر سبزوار بزراعة العنب وصنع الزبيب والفواكه المجففة، يتواجد فيها مطار داخلي يدعى مطار سبزوار. تحتوي على العديد من الآثار مثل: برج خسرو المبني من الآجر، والمسجد الجامع ذو المنارتين المتميزتين من بين مباني المدينة.

## توأمة
لسبزوار اتفاقيات توأمة مع:
- هراة (2017 - )[4]

## أعلام
- السيد عبد الأعلى السبزواري
- أبو بكر البيهقي
- علي ديواندري
- ظهير الدين البيهقي
- عباس الثالث
- سعيد سلطان بور
- سيد حسن أمين
- أبو الفضل البيهقي
- هادي السبزواري
- طهماسب الثاني